# Era giovane e aveva gli occhi chiari
Era giovane e aveva gli occhi chiari è un film commedia romantica del 2017 diretto da Giovanni Mazzitelli.

## Trama
X, oltre trent’anni ed un lavoro rocambolesco come pochi nell’Italia d’oggi, è l’icona che potrebbe rappresentare ognuno di noi. Tutto quello che X pensa è radicalizzabile in un’unica domanda: “La verità è davvero nel mezzo?”. Ciò che si chiede X è un po’ tutto quello che ci chiediamo noi ogni giorno, circondati da persone che vivono agli estremi dell’esistenza e che sembrano più felici, a differenza della “massa” rinchiusa in regole sociali che reprimono gli istinti più primordiali. Una notte di metà inverno, una delle tante in cui X è succube dell’insonnia, l’urlo prolungato di una donna per strada lo desta; si tratta di Alessandra, tratti mediterranei ed una spiccata tendenza alla fatalità, che rendono la sua giovinezza ancora più affascinante. Un incontro fugace, al quale sembrerebbe non possano seguire altri, ed invece il giorno seguente X raggiunge la bella Alessandra ad un loro nuovo appuntamento, durante il quale la giovane donna smaschera la sua vera natura. È questa, infatti, un’abile scassinatrice che entra abusivamente nelle case delle persone, senza però rubare nulla, ma ricercando ossessivamente un tesoro ingiustamente privatole nel tempo. Per X, ormai coinvolto dalla missione di Alessandra, sarà solo l’inizio di una serie di straordinari e bizzarri eventi, il tutto trovandosi nel giro di otto mesi a scegliere la strada giusta da intraprendere per una vita che valga la pena di essere vissuta, sempre cercando di rispondere se sia più giusto conquistare gli estremi o giustificarsi nella medias.

## Produzione
Le riprese si sono svolte a cavallo tra il 2015 e il 2016 in Campania e nel Lazio.

## Distribuzione
Il film è stato distribuito in Italia il 29 marzo 2018.

## Riconoscimenti
Il film è stato selezionato in festival nazionali e internazionali e ha ricevuto nomination al Ciak D'oro 2018 come miglior opera prima.